# Докучаев, Лев Фёдорович
Лев Фёдорович Докуча́ев (27 июня 1911 года, Геленджик — 3 мая 1988 года, Москва) — советский учёный в области дозиметрии и техники безопасности при работе на ядерных объектах. Лауреат Сталинской премии второй степени (1953).

## Биография
В 1935 году окончил Московский городской педагогический институт.
В 1932—1947 служил в РККА, работал в Инженерно-технической академии связи, Военно-инженерной академии, Научно-исследовательском инженерном институте Красной Армии, НИИ сухопутных войск.
В 1941—1944 командир взвода 1-го отдельного запасного радиополка связи (Москва), командир роты 62-го отдельного запасного радиополка (Горький). Лейтенант.
В 1947—1968 годах во ВНИИЭФ: младший научный сотрудник, с 1950 старший преподаватель военной бригады, помощник начальника по технике безопасности, с 1959 года — заместитель главного инженера по технике безопасности и дозиметрии.
В 1968—1976 годах работал в НИИИТ: заместитель главного инженера по технике безопасности, начальник отдела техники безопасности.

## Награды и премии
- Сталинская премия второй степени (1953) — за разработку кинематики и динамики обжатия взрывом применительно к изделиям РДС-6с и РДС-5
- два ордена «Знак Почёта» (1951, 1956)
- медаль «За боевые заслуги»
- медаль «За победу над Германией в Великой Отечественной войне 1941—1945 гг.»